# Ovtsharenkoia
Ovtsharenkoia pallida es una especie de araña araneomorfa de la familia Hersiliidae. Es la única especie del género monotípico Ovtsharenkoia.

## Distribución
Es nativa de Turkmenistán, Uzbekistán, Kazajistán, Kirguistán, Tayikistán y norte de Pakistán. 

## Etimología
El género fue nombrado en honor de Vladimir I. Ovtsharenko.